# Anarhichas lupus
Az Anarhichas lupus a sugarasúszójú halak (Actinopterygii) osztályának a sügéralakúak (Perciformes) rendjébe, ezen belül az Anarhichadidae családjába tartozó faj.
Az Anarhichas halnem típusfaja.

## Előfordulása

A hátúszója az egész háthosszon végigfut

Az Anarhichas lupus előfordulási területe az Atlanti-óceán északi része és a hozzá tartozó tengerek. Állományai vannak a Spitzbergák és a Fehér-tenger között, valamint a Skandináviát és a Brit-szigeteket körülvevő vizekben, mint például az Északi- és a Balti-tengerekben, és a Vizcayai-öbölben. A Földközi-tenger északnyugati részén is jelen van. Elterjedésének a nyugati része Izland, Grönland és az Amerikai Egyesült Államokbeli Massachusetts állam között terül el. Ritkán New Jersey államig is lehatol.

## Megjelenése

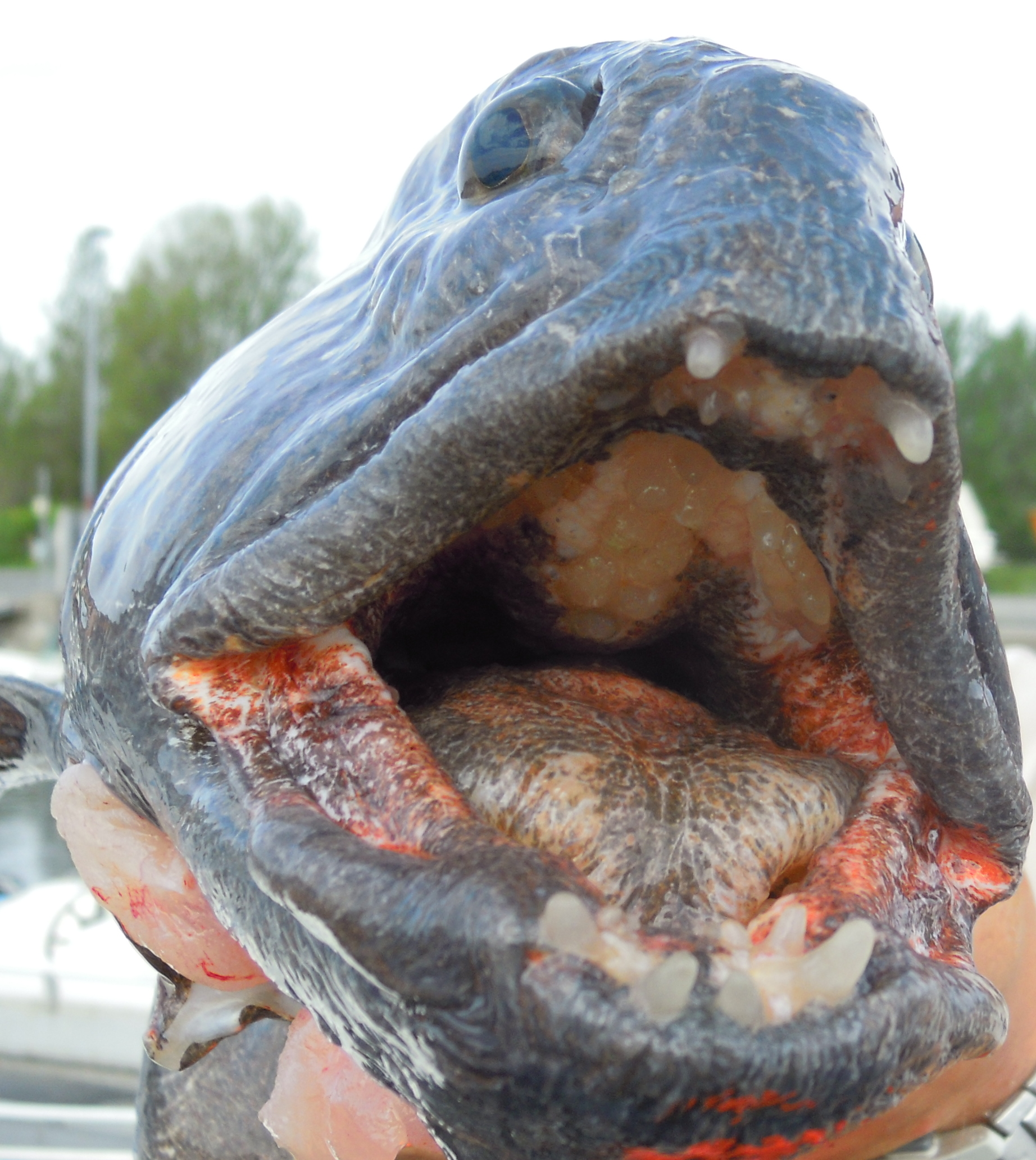
Az erős állkapcsával könnyen szétzúzza a kemény héjú állatokat

Ez a hal legfeljebb 150 centiméter hosszúra nő meg, de már 50-60 centiméteresen felnőttnek számít. Testtömege legfeljebb 23,6 kilogramm. Testszíne általában szürkészöld, de majdnem fekete és vörösesbarna példányok is léteznek. Testén 10-15 függőleges, sötét sáv van; a sávok a háton végigfutó hátúszón is folytatódnak.

## Életmódja
Az Anarhichas lupus tengerfenéki hal, amely akár 600 méter mélyre is lemerülhet, azonban általában, csak 18-110 méteres mélységek között tartózkodik. Néha a sekély 1 méter mély vízben is látható. A mérsékelt övi és a sarkvidéki vizeket kedveli. A kavicsos, homokos és iszapos fenéket választja élőhelyül. Magányos vadász. Tápláléka kisebb halak, házas puhatestűek, rákok, főként a Homarus-fajok, továbbá tengerisünök és egyéb tüskésbőrűek.

## Felhasználása
E halfajnak ipari mértékű halászata van. A sporthorgászok és a városi akváriumok is kedvelik. Manapság kísérleteznek a tenyésztésével. Frissen vagy fagyasztva árusítják. Sütve, főve fogyasztható.